# プランダー作戦
プランダー作戦（英語: Operation Plunder）は、1945年3月23日の未明にマイルス・デンプシー少将（Operations Turnscrew, Widgeon, and Torchlight）指揮下のイギリス第2軍とウィリアム・シンプソン少将指揮下のアメリカ第9軍（フラッシュポイント作戦）によって、レースとヴェーゼル、リッペ川の南で行われたライン川渡河である。
イギリス第6空挺師団とアメリカ第17空挺師団からなるアメリカ第18空挺軍は、作戦を支援するため東岸に空挺降下するヴァーシティー作戦を遂行した。
それらすべての部隊はバーナード・モントゴメリー元帥指揮下の第21軍集団の一部である。この作戦は一連のライン渡河の重要な一部である。

## 背景
準備（兵站、道路建設、イギリス海軍の36艇の上陸揚収艇の輸送）は、3月16日から大量の煙幕を張って行われた。作戦は3月23日の夜に開始した。これは、ヴェーゼル近郊へのパラシュートとグライダー降下によるヴァーシティー作戦、特殊空挺部隊によるアーチウェイ作戦を含んでいる。

## 戦闘
4000の火砲が爆撃に先立って4時間に渡って砲撃した。イギリスの爆撃機は3月23日の昼夜ヴェーゼルを爆撃した。
3月23日の夜、第2機甲師団の一部である第17機甲工兵大隊のE大隊とC大隊と組み立てられた浮橋がライン川をヴェーゼルの5キロメートル南方で渡河する準備のため筏で渡った。橋の建設は午前9時45分に始まり午後4時に最初のトラックが舟橋を渡った。1152フィート（351メートル）以上のM2浮橋と93の浮きを使い6時間15分で建設が行われ、これはこのサイズの橋での記録である。架橋地点に橋の部品を運ぶために、レッドボールエクスプレスの一部である25輌のGMC CCKW2トン半トラックが使用された。
連合国軍の3つの隊形が初期の攻撃を形作った。イギリスXXX軍団とXII軍団とアメリカXVI軍団である。パーシー・ホバート少将配下のイギリスの第79機甲師団は、ノルマンディー上陸作戦の前線で、（ホバーツ・ファニーズとしても知られている）特殊用途の装甲工兵車両"AVRE"が計り知れないほど有用であることを証明した。1両のファニーは、アラン・ジョリー少佐（後に少将）配下の第4ロイヤル戦車連隊によって運用されたバッファローだった。それは装甲された水陸両用トラックであり兵員や貨物を柔らかい湿地で輸送することができ、歩兵の戦闘部隊を輸送した。
プランダー作戦の最初の部分は第51ハイランド歩兵師団によって始められ、3月23日21:00にレース近郊で第7ブラックウォッチが進み、第7アーガイル・アンド・サザーランド・ハイランダーズが続いた。
3月24日02:00時、第15スコティッシュ師団がヴェーゼルとレースの間に上陸した。最初は何の抵抗もなかったが、間もなく機関銃掃射に遭遇した。イギリス第1コマンド旅団はヴェーゼルに入った。
アメリカ第30師団はヴェーゼルの南に上陸した。局地的な抵抗は砲撃と爆撃によって粉砕した。続いて第79師団も上陸した。アメリカ軍の損害は最小限だった。スコティッシュ部隊への抵抗は続き一定の効果があり、装甲部隊の反撃があった。しかし、戦車と重火器を含む上陸は続いた。アメリカ軍は3月24日の夜に橋を完成させた。
ヴァーシティー作戦は敵の連絡を混乱させるために3月24日10:00に開始された。パラシュート降下への強い抵抗にもかかわらず、空挺作戦は進み反撃は撃退された。マーケット・ガーデン作戦の厳しい教訓が生かされた。午後に第15スコティッシュ師団は二つの空挺師団との連絡を確立した。
ドイツ軍の激しい抵抗が　レース北方のビーネンで続き、第9カナダ旅団はブラックウォッチの援軍を必要とした。しかし、橋頭堡は強固に確立され、連合国軍は兵士と物資を輸送するアドバンテージを得た。3月27日、橋頭堡は35マイル(56キロ)の幅で20マイル(32キロ)の深さになった。

## 結果

### ドイツ軍と司令部への影響
連合国軍は、H軍集団の一部でアルフレート・シュレム大将に指揮されるドイツ第1降下猟兵軍と対峙した。これはこの地域において最も強力なドイツ軍であると考えられたが、以前のライヒスヴァルトでの戦い（ライヒスヴァルトの戦い）で戦力が激減していた。
連合国軍の圧力に耐え切れず、第1降下猟兵軍はハンブルクとベルリンに向って北東に後退し、ルールの第15軍との間に間隙を作ることになった。
ヨーゼフ・ゲッベルスはプランダー作戦の潜在的な影響を始めからよく理解していた。3月24日の彼の日記は「西部戦線の状況は非常に重大で、ほとんど致命的な段階に入った」という文から始まっている。彼は前線の広い範囲でライン川が渡河されたことに触れ、連合国軍がルール工業地帯を包囲しようとしていることを予見している。
3月27日、シュルムが負傷し、第1降下猟兵軍の指揮はギュンター・ブルーメントリットに移った。ブルーメントリットと上官であるヨハネス・ブラスコヴィッツ上級大将は状況が負けだと認識していた。前線の部隊は不十分で、予備兵力がなく、火力が弱く、航空支援もなく、戦車もわずかだった。通信も貧弱で、連絡が取れない軍団さえあった。不必要な損害を避けるために使おうと決めた援軍は貧弱だった。
ブルーメントリットは最高司令部から撤退せず戦うことを厳命されていたが、4月1日から最小限の損害で撤退することができた。最終的にドルトムント－エムス運河の後ろからトイトブルクの森まで後退した。プランダー作戦の最初の一週間で連合国軍はルール北部で30000人の捕虜を得た。

### ウィンストン・チャーチル
イギリス首相ウィンストン・チャーチルは、作戦前夜にフェンロー近くのモントゴメリー元帥の司令部にいた。そしてチャーチルとモントゴメリーは3月24日のヴァーシティー空挺作戦を視察した。
翌日25日、チャーチルとモントゴメリーはドワイト・アイゼンハワー大将の司令部を訪ねた。昼食と会議の後、一行はライン川と静かで無防備に広がるドイツ側の岸を見渡せる土嚢で補強された家に赴いた。チャーチルとモンゴメリーとアメリカ軍の司令部要員と護衛兵はランチに乗り30分後に脅威無く敵の支配下に渡った。彼らは次にヴェーゼルの破壊された鉄道橋を訪ね、ドイツ軍の砲撃が彼らを狙う前に出発した。

### 軍事競争
作戦は成功したが、アメリカの将軍の多くが持つモントゴメリーへの嫌悪を増加させた。それは主要な作戦でのモントゴメリーの非常に注意深いアプローチの欠点に見られる。
モントゴメリーはシシリー、ノルマンディーでの作戦やバルジの戦いの後、アメリカの司令官達に繰り返し激怒した。彼の名声はマーケット・ガーデン作戦の失敗と1944年11月までアントワープの解放を行うことができなかったことでもっとも傷ついた。
3月第3週のプランダー渡河はライン川を渡る主要な攻撃として計画されたが、1945年2月初旬のマルタ会談で、アイゼンハワーはルールの南でのさらなる渡河を追加した。3月7日、アメリカ軍はレマーゲンの戦いで予期せずしてライン川に架かるルーデンドルフ橋を確保した。
モントゴメリーの計画に加えて、続く10日間の間に6個師団と25000人の将兵がライン川の東岸に橋頭堡を確立した。ジョージ・S・パットン大将（モントゴメリーの辛辣な批判者）は彼の第3軍をオッペンハイムの反対側でマイン川を越えさせ、橋頭堡を作った。このニュースは「モントゴメリーの渡河のニュースから栄誉の幾分かを取り去るように計算された時に」リリースされた。
パットンは、モントゴメリーの準備は不必要な慎重さであり、ドイツ軍が守りを固める前に攻撃していればドイツ軍を撃退することができると証明した。連合国軍が準備している間、第47装甲軍団は休息し、再補充されオランダの比較的安全な地域で増強することができた。それは橋頭堡への反撃へ新しい増援となった。ビーネンなどで、アングロカナディアンはドイツ軍の準備された陣地に直面した。
大規模な空挺作戦（ヴァーシティー作戦）は、不必要で航空機と損害に関してコストがかかったと非難された。モントゴメリーは初期にアメリカ軍師団を彼の指揮下で使うという提案をしてアメリカ軍を苛立たせた。
反対意見は、ドイツ軍の予備兵力が予期しなかったレマーゲン橋頭堡のために南側に引き寄せられ、そうでなかったら、プランダー作戦へ反撃されただろうというものである。ヴェーゼルでのライン川の川幅と湿地帯は特殊な資材を必要とする深刻な障害となった。レマーゲンで橋は
オッペンハイムでパットンは反撃を受けなかったのは、地域がマイン川にいたるまで戦略的な目標から離れていたためである。